# ريجنالد كارتر (لاعب كريكت)
ريجنالد كارتر (7 نوفمبر 1933 في المملكة المتحدة - ) (بالإنجليزية: Reginald Carter)‏ هو لاعب كريكت بريطاني. لعب مع نادي مقاطعة ديربيشاير للكريكت ‏.